# Amfolity

Populacje różnych form przykładowego amfolitu, glicyny, w zależności od pH roztworu. Zielona linia wskazuje punkt izoelektryczny.
GlyH_{2}: kation H_{3}N^{+}CH_{2}COOH
GlyH: zwitterjon H_{3}N^{+}CH_{2}COO^{−}
Gly: anion H_{2}NCH_{2}COO^{−}

Amfolity, substancje amfiprotyczne, elektrolity amfoteryczne – związki chemiczne, których cząsteczki zawierają zarówno grupy kwasowe, jak i zasadowe. Uogólniając, zgodnie z teorią Brønsteda, amfolitami są substancje, które w reakcjach w roztworze mogą przyłączać bądź odłączać protony. Amfolity w zależności od pH środowiska w którym się znajdują mogą występować w postaci:
- amfijonów (jonów obojnaczych, zwitterjonów) – środowisko obojętne
- kationów – środowisko kwasowe
- anionów – środowisko zasadowe

Przykładem amfolitów są aminokwasy lub woda.

Przykładowy amfolit: alanina, H_{3}N^{+}(CH_{3})CHCOO^{−}